# Npj Genomic Medicine
Npj Genomic Medicine — рецензований науковий журнал, який публікує статті про різні аспекти геноміки та її застосування в медицині, зокрема в медичній генетиці.
Журнал був заснований у 2016 році та видається Nature Portfolio (Springer).

## Цілі та сфера застосування
npj Genomic Medicine— це міжнародний рецензований науковий онлайн-журнал, присвячений публікації найважливіших наукових досягнень у всіх аспектах геноміки та її застосування в медичній практиці.
Журнал визначає геномну медицину як «діагностику, прогноз, профілактику та/або лікування захворювань і розладів розуму та тіла з використанням підходів, заснованих або дозволених знаннями про геном і молекули, які він кодує». Для публікації розглядаються релевантні та важливі статті, які охоплюють дослідження окремих осіб, сімей чи груп населення, включаючи (але не обмежуючись цим):
- інтегративні дані та аналіз фенотипу та генома, включаючи імуногеноміку, фармакогеноміку, мікробіоміку та системну медицину
- специфічні для захворювання поліморфізми
- епігенетика та епігеноміка, пов’язана із захворюваннями та старінням
- мутації зародкової лінії та de novo, у тому числі точкові мутації, інделі та зміни кількості копій
- інтелектуальний аналіз даних і штучний інтелект
- пов'язані із захворюваннями зміни 3D-генома
- нові технології та біоінформатика
- клінічні рекомендації та/або вказівки щодо використання цих даних у клінічному лікуванні пацієнтів
- клінічні дослідження користі та результатів у пацієнтів, які отримують геномну медицину
- вивчення систем охорони здоров'я, пов'язаних з геномною медициною.

## Редакційний процес і обсяг журналу
npj Genomic Medicine — журнал з відкритим доступом, де публікуються статті про медичні аспекти геноміки. Опубліковані статті на такі теми, як інтегративний фенотип, інтелектуальний аналіз даних та штучний інтелект, нові технології та біоінформатика тощо.
Журнал публікує різні типи жанрів, такі як дослідницькі статті, короткі повідомлення, коментарі, редакційні статті, рецензії тощо.
Станом на 2022 рік головним редактором є Стівен В. Шерер з Лікарні для хворих дітей і Центру Маклафліна Університету Торонто.

## Реферування та індексування
Журнал реферується та індексується, наприклад, у:
- SCOPUS[5]
- Звіти про цитування журналів
- Google Scholar
- DOAJ[6]

Згідно з Journal Citation Reports, імпакт-фактор журналу на 2021 рік становить 7,355.